# Подбрдже
Подбрдже (хорв. Podbrđe) — населений пункт у Хорватії, у Сисацько-Мославинській жупанії у складі громади Поповача.

## Населення
Населення за даними перепису 2011 року становило 180 осіб.
Динаміка чисельності населення поселення:

## Клімат
Середня річна температура становить 11,27 °C, середня максимальна – 25,58 °C, а середня мінімальна – -5,23 °C. Середня річна кількість опадів – 885 мм.
| Клімат поселення                              | Клімат поселення | Клімат поселення | Клімат поселення | Клімат поселення | Клімат поселення | Клімат поселення | Клімат поселення | Клімат поселення | Клімат поселення | Клімат поселення | Клімат поселення | Клімат поселення | Клімат поселення |
| Показник                                      | Січ.             | Лют.             | Бер.             | Квіт.            | Трав.            | Черв.            | Лип.             | Серп.            | Вер.             | Жовт.            | Лист.            | Груд.            |                  |
| Середній максимум, °C                         | 6,56             | 8,50             | 12,70            | 17,18            | 22,39            | 25,58            | 24,85            | 24,13            | 20,03            | 15,02            | 9,48             | 5,37             |                  |
| Середня температура, °C                       | 0,68             | 2,60             | 6,80             | 11,29            | 16,50            | 19,67            | 21,30            | 20,60            | 16,49            | 11,50            | 5,95             | 1,83             |                  |
| Середній мінімум, °C                          | −5,23            | −3,29            | 0,90             | 5,40             | 10,60            | 13,78            | 17,78            | 17,07            | 12,96            | 7,96             | 2,42             | −1,7             |                  |
| Норма опадів, мм                              | 54               | 51               | 59               | 71               | 80               | 92               | 81               | 83               | 78               | 81               | 87               | 68               |                  |
| Середньомісячна швидкість вітру, м/с          | 1.90             | 2.10             | 2.50             | 2.37             | 2.20             | 2.00             | 1.94             | 1.80             | 1.80             | 1.86             | 1.92             | 1.92             |                  |
| Середньомісячна сонячна радіація, кДж/м²·день | 4241             | 7028             | 10757            | 15208            | 19408            | 21531            | 22457            | 19654            | 14565            | 8953             | 4742             | 3444             |                  |
| --------------------------------------------- | ---------------- | ---------------- | ---------------- | ---------------- | ---------------- | ---------------- | ---------------- | ---------------- | ---------------- | ---------------- | ---------------- | ---------------- | ---------------- |
| Джерело:                                      |                  |                  |                  |                  |                  |                  |                  |                  |                  |                  |                  |                  |                  |